# Монте-Ротондо (гірський масив)
Монте-Ротондо (фр. Massif du Monte Rotondo) — гірський хребет на південній стороні Корсики, Франція. Свою назву він отримав від найвищої вершини Монте Ротондо.

## Місцезнаходження
Гірський масив Монте-Ротондо є одним із чотирьох основних гірських масивів Корсики. Це (з півночі на південь) масиви Монте-Чінто, масиви Монте-Ротондо, масиви Монте-Ренозо та масиви Монте-Інкудіне. Ці масиви утворюють кристалічний Корс, який складається переважно з магматичних порід, таких як граніти, грануліти, порфіри та ріоліти. Гірський масив Монте-Ротондо розташований між Коль-де-Верджіо та Коль-де-Віццавона. Він тягнеться на захід через пагорби Аяччо та на схід до Сійон-де-Корт.